# Adorazione del Bambino (Fra Bartolomeo)
Adorazione del Bambino è un dipinto di Fra Bartolomeo. Eseguito non oltre il 1511, è conservato nella National Gallery di Londra.

## Descrizione
La scena, molto frequente nei dipinti a soggetto sacro, è qui arricchita da alcuni insoliti particolari: il capriccio di rovine sullo sfondo, la presenza di alcuni uomini su delle impalcature, impegnati nella decorazione della facciata di una chiesa, e la figura di Giovanni Battista infante in secondo piano, isolato dal resto delle figure.

## Realizzazione
Un disegno di Fra Bartolomeo conservato al Louvre suggerisce che l'idea originaria prevedesse una composizione diversa, interamente dominata dalle figure e con la presenza in primo piano del Battista. L'opera compiuta è probabilmente risalente agli anni della collaborazione con l'Albertinelli, il quale la usò forse come modello per un suo dipinto, ora conservato nella Galleria Borghese a Roma.